# Cut-the-Knot
Cut-the-knot (англ. Разрежь узел) — бесплатный образовательный сайт на английском языке.
Создан Александром Богомольным в октябре 1996 года для Математической ассоциации Америки.
Назван по легенде о решении Гордиева узла Александром Македонским.
Сайт посвящён популярному изложению многих тем в математике.
Предназначен для учителей, детей и родителей, а также всех интересующимся математикой, с прицелом на обучение, поощрение интереса и провоцирование любопытства.
Многие математические идеи иллюстрируются апплетами.
CTK wiki (на базе PmWiki) расширяет основной сайт дополнительным контентом, с более сложными формулами, чем те, что доступны на главном сайте.

## Признание
Завоевал более 20 наград,
включая веб-премию «Scientific American» в 2003 году, Internet Guide Award от Британской энциклопедии, и NetWatch award от журнала Science.